# Весто Слајфер
Весто Мелвин Слајфер (енгл. Vesto Melvin Slipher; Малбери, 11. новембар 1875 — Флагстаф, 8. новембар 1969) је био амерички астроном који је вршио прва мерења радијалних брзина галаксија, пружајући емпиријску основу за теорију ширења свемира.

## Биографија и открића
Слајфер је рођен у Малберију (Индијана), а докторирао је на Универзитету Индијана 1909. године. Целу своју каријеру „потрошио” је радећи у опсерваторији Лоуел у Флагстафу (Аризона), где је унапређен у помоћника директора 1915. године, в. д. директора 1916. те — коначно — директора 1926, функцију коју је обављао све до одласка у пензију 1952. године. Његов брат Ерл Слајфер такође је био астроном и директор опсерваторије Лоуел.

### Открића
Слајфер је користио спектроскопију за истраживање периода ротације планета и састава планетарних атмосфера. 1912. године он је био први који је имао прилику да посматра померај спектралних линија галаксија, чиме је постао проналазач галактичких црвених помераја. 1914. године, Слајфер је такође направио прво откриће ротације спиралних галаксија. Открио је и натријумов слој 1929. године. Био је „одговоран” за запошљавање Клајд Томбо, а надзирао је и рад који је довео до открића Плутона 1930. године.
Едвин Хабл је обично погрешно сматран проналазачем црвеног помераја галаксија, што је — у ствари — Слајфер разматрао пре њега, још 1910-их, чега свет није био ни свестан тада; ова мерења и њихов значај су увелико разматрани пре 1917. године од стране Џејмса Едварда Килера (Лик), Слајфера (Лоуел) и Вилијама Волиса Кембела (Лик) у њиховим опсерваторијама (наведено у загради).
Комбинујући своја мерења удаљености галаксија уз Слајферова мерења црвених помераја повезаних са галаксијама, Хабл и Милтон Хјумасон су открили грубу сразмерност растојања објеката са њиховим црвеним померајима. Ова корелација црвених помераја и удаљености, данас под именом Хаблов закон, формулисана је од стране Хабла и Хјумасона 1929. године и постала је основа за модерни модел ширења свемира.

### Смрт
Слајфер је умро у Флагстафу (Аризона), где је и сахрањен на градском гробљу.

## Признања
Награде
- Лалонд награда (енгл. Lalande Prize) — 1919[1]
- Златна медаља Академије наука у Паризу (енгл. Gold Medal of the Paris Academy of Sciences) — 1919[1]
- Хенри Дрејпер медаља Националне академије наука (енгл. Henry Draper Medal of the National Academy of Sciences) — 1932[1][8]
- Златна медаља Краљевског астрономског друштва (енгл. Gold Medal of the Royal Astronomical Society) — 1932[1][9]
- Брус медаља (енгл. Bruce Medal) — 1935[10]

Названо по њему
- Астероид
- Слајферов кратер на Месецу
- Слајферов кратер на Марсу